# Type 80 (char)
Pour les articles homonymes, voir Type 80.
Le Type 80 est un char moyen chinois armé d'un canon de calibre 105 mm.

## Historique

### Production et exportations
La production est terminée. Le Type 80 est en service en Chine et en Birmanie.

## Caractéristiques

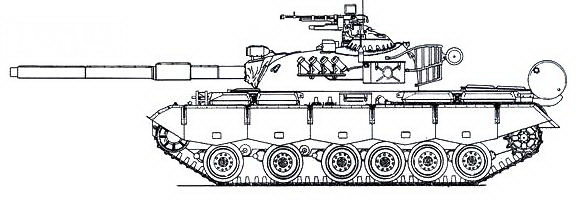
Dessin du Type 80 de profil.

Le Type 80 est basé sur le char Type 69, mais a reçu un certain nombre d'améliorations dont un nouveau châssis. Il dispose d'un moteur diesel 12 cylindres Model VR36 capable de développer 720 ch à 2 000 tr/min. Grâce à un réservoir de 1 400 litres, il peut parcourir 430 km avec une vitesse maximale de 60 km/h. Sa protection est assurée par un blindage en acier qui peut être renforcé par l'ajout de blindage composite sur le glacis.
La tourelle est conçue pour être occupée par trois soldats : le chef de char (à gauche), le canonnier (à gauche) et le chargeur (à droite). Le canon de 105 mm monté sur la tourelle est rayé et tire des munitions OTAN standards. Il peut être incliné de - 4 degrés à 18 degrés. Une mitrailleuse de calibre 7,62 × 51 mm OTAN est montée coaxiale au canon et une autre de 12,7 mm est placée sur le toit pour la défense antiaérienne. Le système de contrôle de tir comprend un télémètre laser pour le canonnier.
Le Type 80 peut franchir un gué d'une profondeur maximale de 1,4 m sans préparation et il est possible de monter un schnorchel. Il peut passer au-dessus d'une tranchée de 2,7 m et grimper une pente jusqu'à 60 % (40 % de pente latérale).

## Variantes
- Type 80.
- Type 80-II, modifications diverses dont le système électronique de contrôle de tir.

### Type 85-II

#### Caractéristiques

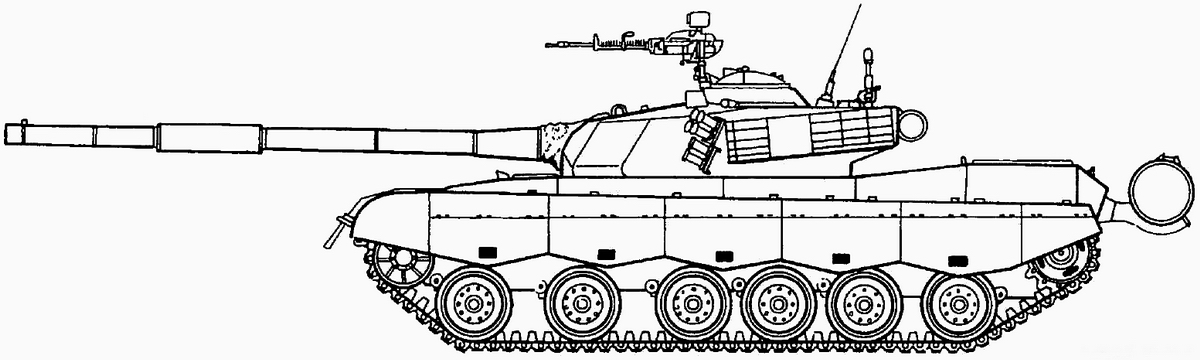
Dessin du Type 85-II de profil.

Le Type 85-II  est une version améliorée du Type 80. Le châssis a été changé et le blindage renforcé. Il nécessite un membre d'équipage en moins grâce à un système de rechargement automatique. Le canon rayé a été remplacé par un autre lisse et les munitions tirées sont sous forme séparée (le projectile et la charge sont distinctes). L'inclinaison du canon est réduite à entre - 6 degrés et 14 degrés. Il est stabilisé pour permettre le tir en mouvement.

#### Variantes
- Type 85-II.
- Type 85-IIA.
- Type 85-IIM.

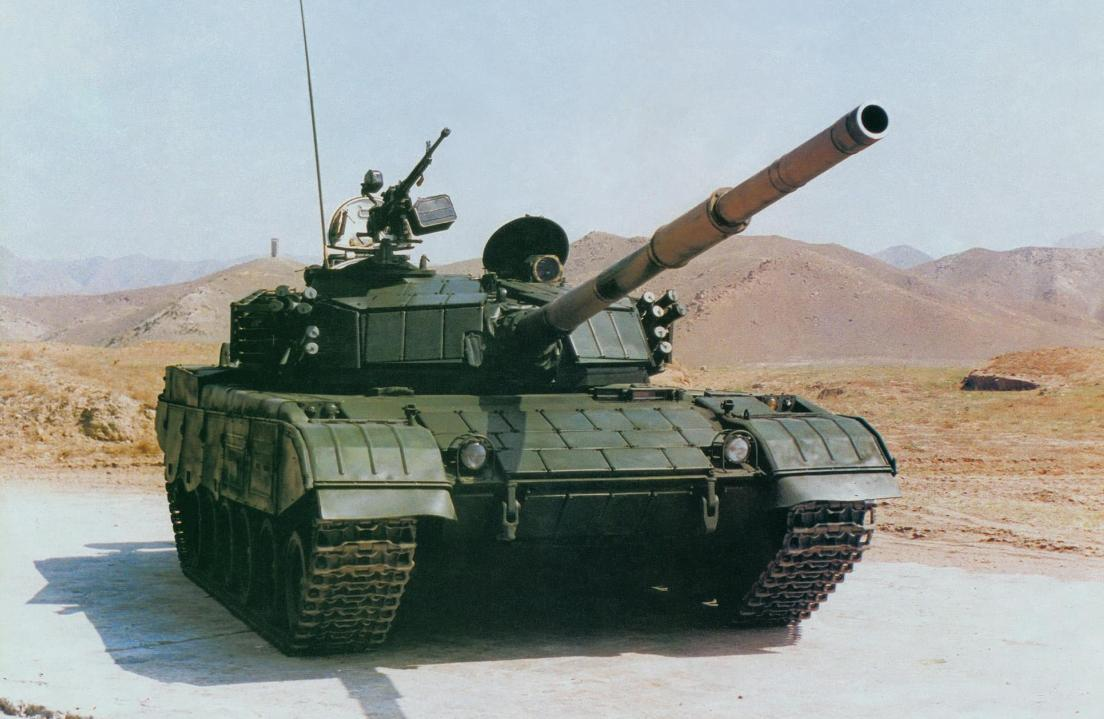
Un char Type 85-II.

- Type 85-IIAP, variante fabriquée au Pakistan.
- Type 85-III, moteur diesel de 1000 ch.
- Type 90-II, encore à l'état de prototype, il est développé conjointement avec le Pakistan. Il pèse 48 t[1].

#### Utilisateurs
- Chine
- Birmanie